# Passiespel

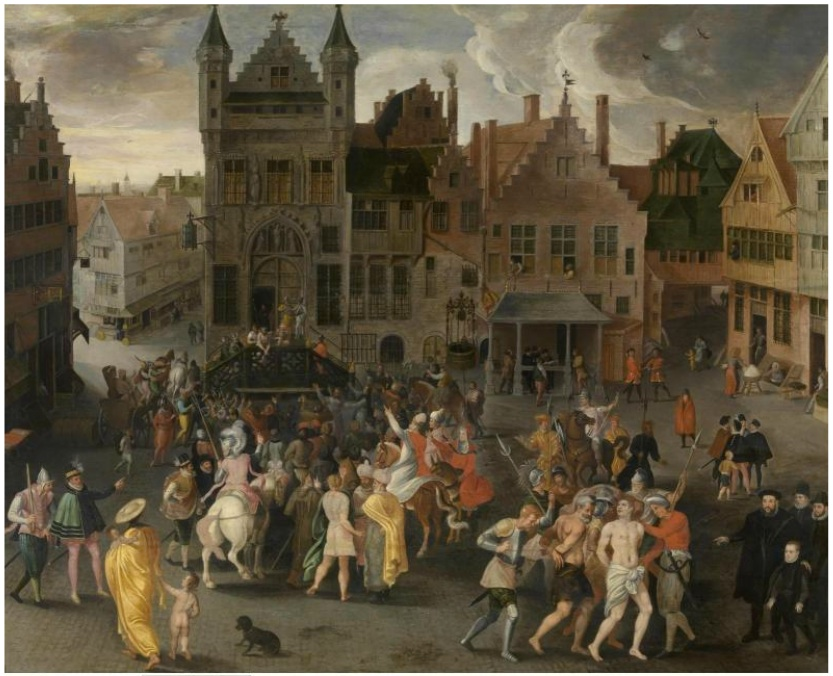
Passiespel in Antwerpen (schilderij van Gillis Mostaert)

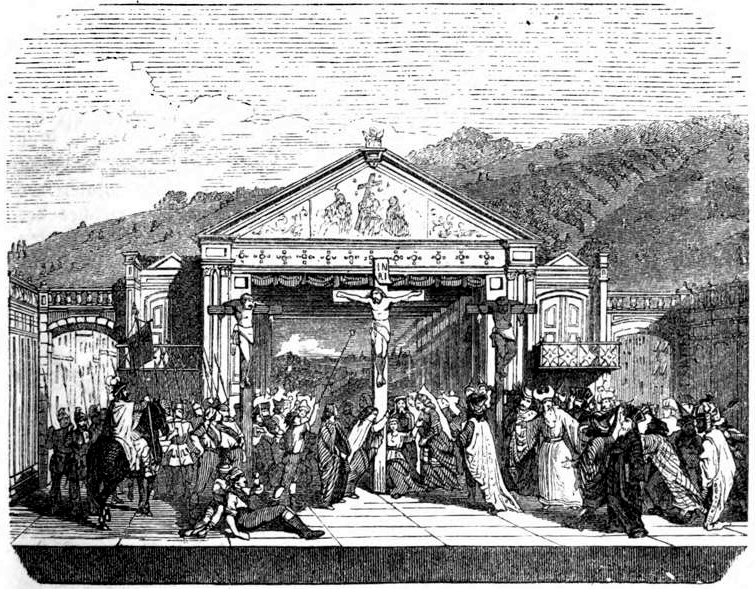
Passiespel in Oberammergau, 1863

In Rooms-Katholieke streken wordt rond Pasen vaak een passiespel opgevoerd. Dit is een soort toneelvoorstelling over de passie (het lijden) van Jezus Christus voor en tijdens de kruisiging. Meestal zijn de spelers plaatselijke amateurs die vaak jarenlang met hun hele gezin meedoen. 

## Ontstaan
Het passiespel is ontstaan in de middeleeuwen. Nadat in de kerk verzet groeide tegen de uitbundige toneelstukken tijdens vieringen en processies, verplaatsen deze spelen zich naar buiten de kerk. De toneelstukken speelden zich af op de pleinen en in de straten en verbeeldden altijd het lijden van Christus. Soms namen wel honderden spelers hieraan deel, en het spel kon wel dagen duren. Uit de overgeleverde teksten blijkt dat er veel gebruikgemaakt werd van special effects om bijvoorbeeld overstromingen zo realistisch mogelijk weer te geven.
Het gebruik duurde voort tot in de 16e eeuw. 
In de 17e eeuw leefde de traditie weer op, eerst in het Duitse Oberammergau. Dit vond navolging in andere Europese landen als Oostenrijk, Frankrijk, België en Nederland.
De abdij van Gorze was befaamd om haar Passiespel in de Middeleeuwen.

## Hedendaagse passiespelen

### Tegelse Passiespelen
Sinds 1931 worden in het openluchttheater De Doolhof in Tegelen de Passiespelen opgevoerd, vanaf 1975 om de vijf jaar. Het meest recente speelseizoen in Tegelen is 2015, toen de 20e reeks voorstellingen werd opgevoerd. De Passiespelen van 1955 trokken de meeste toeschouwers, namelijk ± 160.000. De Passiespelen van 2000 werden geregisseerd door filmregisseur Ben Verbong. In 2015 schreef Patrick Lateur Lente in Galilea. Een passiespel, regisseur was Cees Rullens.

### The Passion
The Passion is een Nederlands passiespel dat sinds 2011 jaarlijks tijdens de avond van Witte Donderdag op een wisselende openluchtlocatie voor een groot publiek wordt gehouden. Het evenement is een samenwerkingsproject van de omroepen EO en RKK, de Protestantse Kerk in Nederland, de Rooms-Katholieke Kerk, het Nederlands Bijbelgenootschap en de plaatselijke gemeente. Het evenement wordt rechtstreeks op de Nederlandse televisie uitgezonden.

### Passiespelen Hertme
Sedert 1953 worden in Hertme passiespelen opgevoerd. Na een onderbreking werden ze in 2011 hernomen.